# Robert Henry Pooley
Pour les articles homonymes, voir Pooley.
Robert Henry Pooley (19 septembre 1878-23 juin 1954) est un homme politique canadien de la Colombie-Britannique. Il est député provincial conservateur de la circonscription britanno-colombienne de Esquimalt de 1912 à 1937. Il est chef du Parti conservateur de la Colombie-Britannique d'août 1924 à novembre 1926.

## Biographie
Né à Esquimalt en Colombie-Britannique, Pooley étudie au Bradfield College (en) dans le Berkshire en Angleterre. Il pratique ensuite le droit à Victoria à partir de 1896.
Chef de l'opposition officielle de 1924 à 1928, il sert comme procureur-général dans le cabinet de 1928 à 1933,.
Pooley meurt à Victoria à l'âge de 75 ans.